# Sebastián Pagador
Sebastián Pagador (Villa Real de San Felipe de Austria (Oruro), Virreinato del Perú; 1733-Villa Real de San Felipe de Austria (Oruro); 13 de febrero de 1781) fue un patriota de la Real Audiencia de Charcas (actual Bolivia) que encabezó el levantamiento del 10 de febrero de 1781, conocido como la Rebelión de Oruro, junto a Jacinto Rodríguez de Herrera.

## Biografía
Según el historiador Javier Cárdenas Medina, Sebastián Pagador nació en la Villa Real de San Felipe de Austria de la entonces Real Audiencia de Charcas, también conocida como Villa de Oruro, a principios del año de 1733, hijo de Domingo Pagador y de Cayetana de Miranda.
No se sabe mucho acerca de la vida del principal caudillo de la revolución del 10 de febrero de 1781, siendo que la mayoría de los historiadores no precisan su apellido materno; tampoco se tienen datos precisos de su residencia ni descendencia.
Pagador fue un criollo dedicado al comercio y a la minería; trabajó en la mina de Todos Santos, de Jacinto Rodríguez de Herrera, de quien habría sido hombre de confianza. A Pagador se le atribuye el grado de sargento, discrepando si habría sido sargento de la policía española o sargento de las milicias de defensa que se formaron ante los levantamientos indígenas ocurridos en la Real Audiencia de Charcas, entre 1780 y 1781.
Pese a la poca información de que se dispone acerca de Sebastián Pagador, la mayoría de los autores concuerdan en que fue de los principales protagonistas, junto a Jacinto Rodríguez, de los hechos del 9 y 10 de febrero de 1781 en la Villa de Oruro y en que habría muerto a los pocos días de iniciados los mismos, el 13 de febrero de 1781 mientras resguardaba las cajas reales si.